# 倉田悠貴
倉田 悠貴（くらた ゆき、1986年1月15日 - ）は、日本の女優。
広島県出身。所属事務所はぱるエンタープライズ。特技はジャズダンス、絵画。趣味はバレエ、卓球。

## 出演

### 映画
- 風俗行ったら人生変わったwww （2013年11月9日、セディックインターナショナル / 電通） - レンタル屋店員 役
- アイドル三國志BATTLE（2019年10月、オメガフィルム）‐ 橘さき 役[1]

### テレビドラマ
- 切り裂きジャックの告白（2014年７月、ANB土曜ワイド劇場）- 半崎桐子 役
- 魔女たちの22時（2010年10月）- 栗原あゆみ役
- いつまでも白い羽根 - 千田京子 役
- 歌舞伎町弁護人 凜花（2019年）- 河合紀香 役

### 配信ドラマ
- ベイビーステップ（2016年3月）- 大会議員 役
- 高嶺と花 （2019年3月18日 - 5月6日、FOD） - 鷹羽紗希役
- やりすぎ都市伝説 - 幽霊役

### CM
- 花王「リセッシュ除菌EX」

### DVDシネマ
- ジャスティーウィンド外伝
- スターガーディアン
- スーパーヒロイン列伝桃色戦隊SP3